# 郭正子
郭正子（?—?），字养正，号存斋。宋朝长乐（今福建长乐）人。
南宋绍定五年（1232年）徐元傑榜進士，授廉州教授。终官合浦（今广西合浦县）教授。好《春秋》，著有《春秋传语》十卷。有子郭隚。